# Basket-ball aux Jeux paralympiques d'été de 2020
Navigation
Rio 2016 Paris 2024
Les rencontres de basket-ball en fauteuil roulant aux Jeux paralympiques d'été de 2020 qui devaient avoir lieu du 26 août 2020 au 6 septembre 2020 à l'Arena Carioca 2 de Rio de Janeiro ont été reportées en 2021.
En janvier 2020, le Comité international paralympique évoque une possible annulation de l'épreuve en raison d'un différend avec l'IWBF sur la classification des athlètes;

## Format de la compétition
Les douze nations qualifiées pour les hommes et les 10 nations pour les femmes sont réparties en deux groupes composés chacun de six équipes (cinq pour les femmes). Après la phase de poule, les quatre premières équipes de chaque groupe se qualifient pour un tour à élimination directe jusqu'à la finale.

## Classification
Le basketball aux Jeux paralympiques est pratiqué en fauteuil roulant. Chaque athlète est classé de 1 à 4,5 points selon son niveau de handicap, 1 désignant les handicaps les plus lourds, et les cinq joueurs d'une équipe sur le terrain ne doivent pas totaliser plus de 14 points.
Le comité préconise cependant que tous les joueurs de basket-ball en fauteuil roulant qui participeront aux Jeux paralympiques de Tokyo 2020 avec les classes sportives 4,0 et 4,5 doivent voir leur admissibilité réévaluée avant le 29 mai 2020.

## Calendrier
| C | Jour de compétition | 4 | Nombre de finales |

| Jour de compétition (août / septembre) | Jour de compétition (août / septembre) | Jour de compétition (août / septembre) | Jour de compétition (août / septembre) | Jour de compétition (août / septembre) | Jour de compétition (août / septembre) | Jour de compétition (août / septembre) | Jour de compétition (août / septembre) | Jour de compétition (août / septembre) | Jour de compétition (août / septembre) | Jour de compétition (août / septembre) | Jour de compétition (août / septembre) | Jour de compétition (août / septembre) |
| Mar 24                                 | Mer 25                                 | Jeu 26                                 | Ven 27                                 | Sam 28                                 | Dim 29                                 | Lun 30                                 | Mar 31                                 | Mer 1                                  | Jeu 2                                  | Ven 3                                  | Sam 4                                  | Dim 5                                  |
| -------------------------------------- | -------------------------------------- | -------------------------------------- | -------------------------------------- | -------------------------------------- | -------------------------------------- | -------------------------------------- | -------------------------------------- | -------------------------------------- | -------------------------------------- | -------------------------------------- | -------------------------------------- | -------------------------------------- |
|                                        | C                                      | C                                      | C                                      | C                                      | C                                      | C                                      | C                                      | C                                      | C                                      | C                                      | 1                                      | 1                                      |

## Tournoi masculin
Les douze équipes se sont qualifiées comme suit :
| Compétition                     | Date                          | Lieu                         | Places | Qualifiés                                 |
| ------------------------------- | ----------------------------- | ---------------------------- | ------ | ----------------------------------------- |
| Pays organisateur               | 7 septembre 2013              | Buenos Aires, Argentine      | 1      | Japon                                     |
| Jeux parapanaméricains de 2019  | 23 août-1er septembre 2019    | Lima, Pérou                  | 3      | États-Unis Canada Colombie                |
| Championnat d'Europe 2019       | 28 août-9 septembre 2019      | Wałbrzych, Pologne           | 4      | Allemagne Grande-Bretagne Espagne Turquie |
| Championnat d'Asie-Océanie 2019 | 29 novembre - 7 décembre 2019 | Pattaya, Thaïlande           | 3      | Australie Iran Corée du Sud               |
| Championnat d'Afrique 2020      | 4-14 mars 2020                | Johannesburg, Afrique du Sud | 1      | Algérie                                   |
| Total                           |                               |                              | 12     |                                           |

### Premier tour
| Groupe A |              |     |   |   |     |     |      |     |
|          | Équipe       | Pts | G | P | Pm  | Pe  | Diff | Dép |
| 1        | Espagne      | 10  | 5 | 0 | 375 | 272 | +103 |     |
| 2        | Japon        | 9   | 4 | 1 | 312 | 298 | +14  |     |
| 3        | Turquie      | 8   | 3 | 2 | 353 | 327 | +26  |     |
| 4        | Canada       | 7   | 2 | 3 | 307 | 333 | -26  |     |
| 5        | Corée du Sud | 6   | 1 | 4 | 305 | 332 | -27  |     |
| 6        | Colombie     | 5   | 0 | 5 | 256 | 346 | -90  |     |

| Groupe B |                 |     |   |   |     |     |      |     |
|          | Équipe          | Pts | G | P | Pm  | Pe  | Diff | Dép |
| 1        | Grande-Bretagne | 9   | 4 | 1 | 332 | 303 | +29  | +1  |
| 2        | États-Unis      | 9   | 4 | 1 | 338 | 223 | +115 | -1  |
| 3        | Australie       | 8   | 3 | 2 | 335 | 265 | +70  | +11 |
| 4        | Allemagne       | 8   | 3 | 2 | 306 | 284 | +22  | -11 |
| 5        | Iran            | 6   | 1 | 4 | 271 | 318 | -47  |     |
| 6        | Algérie         | 5   | 0 | 5 | 202 | 391 | -189 |     |

### Phase finale
|  | Quarts de finale | Quarts de finale | Quarts de finale | Quarts de finale |                 |                 | Demi-finales | Demi-finales | Demi-finales                  | Demi-finales                  |                               |                               | Finale      | Finale      | Finale      | Finale      |
|  |                  |                  |                  |                  |                 |                 |              |              |                               |                               |                               |                               |             |             |             |             |
|  | 1er septembre    | 1er septembre    | 1er septembre    | 1er septembre    |                 |                 | 3 septembre  | 3 septembre  | 3 septembre                   | 3 septembre                   |                               |                               | 5 septembre | 5 septembre | 5 septembre | 5 septembre |
|  | 1er septembre    | 1er septembre    | 1er septembre    | 1er septembre    |                 |                 | 3 septembre  | 3 septembre  | 3 septembre                   | 3 septembre                   |                               |                               | 5 septembre | 5 septembre | 5 septembre | 5 septembre |
|  | A1               | Espagne          | 71               | 71               |                 |                 | 3 septembre  | 3 septembre  | 3 septembre                   | 3 septembre                   |                               |                               | 5 septembre | 5 septembre | 5 septembre | 5 septembre |
|  | A1               | Espagne          | 71               | 71               |                 |                 | 3 septembre  | 3 septembre  | 3 septembre                   | 3 septembre                   |                               |                               | 5 septembre | 5 septembre | 5 septembre | 5 septembre |
|  | B4               | Allemagne        | 68               | 68               |                 |                 | 3 septembre  | 3 septembre  | 3 septembre                   | 3 septembre                   |                               |                               | 5 septembre | 5 septembre | 5 septembre | 5 septembre |
|  | B4               | Allemagne        | 68               | 68               | Espagne         | Espagne         | 52           | 52           |                               |                               |                               |                               | 5 septembre | 5 septembre | 5 septembre | 5 septembre |
|  | 1er septembre    |                  |                  |                  | Espagne         | Espagne         | 52           | 52           |                               |                               |                               |                               | 5 septembre | 5 septembre | 5 septembre | 5 septembre |
|  |                  |                  | États-Unis       | États-Unis       | 66              | 66              |              |              |                               |                               |                               |                               | 5 septembre | 5 septembre | 5 septembre | 5 septembre |
|  | B2               | États-Unis       | États-Unis       | États-Unis       | 66              | 66              | 52           | 52           |                               |                               |                               |                               | 5 septembre | 5 septembre | 5 septembre | 5 septembre |
|  | B2               | États-Unis       | 3 septembre      |                  |                 |                 | 52           | 52           |                               |                               |                               |                               | 5 septembre | 5 septembre | 5 septembre | 5 septembre |
|  | A3               | Turquie          | 45               | 45               |                 |                 |              |              |                               |                               |                               |                               | 5 septembre | 5 septembre | 5 septembre | 5 septembre |
|  | A3               | Turquie          | 45               | 45               | États-Unis      | États-Unis      | 64           | 64           |                               |                               |                               |                               |             |             |             |             |
|  | 1er septembre    |                  |                  |                  | États-Unis      | États-Unis      | 64           | 64           |                               |                               |                               |                               |             |             |             |             |
|  |                  |                  | Japon            | Japon            | 60              | 60              |              |              |                               |                               |                               |                               |             |             |             |             |
|  | A2               | Japon            | Japon            | Japon            | 60              | 60              | 61           | 61           |                               |                               |                               |                               |             |             |             |             |
|  | A2               | Japon            |                  |                  |                 |                 |              |              |                               |                               |                               |                               |             |             |             |             |
|  | B3               | Australie        | 55               | 55               |                 |                 |              |              |                               |                               |                               |                               |             |             |             |             |
|  | B3               | Australie        | 55               | 55               | Japon           | Japon           | 79           | 79           | Match pour la troisième place | Match pour la troisième place | Match pour la troisième place | Match pour la troisième place |             |             |             |             |
|  | 1er septembre    |                  |                  |                  | Japon           | Japon           | 79           | 79           | Match pour la troisième place | Match pour la troisième place | Match pour la troisième place | Match pour la troisième place |             |             |             |             |
|  |                  |                  | Grande-Bretagne  | Grande-Bretagne  | 68              | 68              |              |              | 5 septembre                   | 5 septembre                   | 5 septembre                   | 5 septembre                   |             |             |             |             |
|  | B1               | Grande-Bretagne  | Grande-Bretagne  | Grande-Bretagne  | 68              | 68              | 66           | 66           | 5 septembre                   | 5 septembre                   | 5 septembre                   | 5 septembre                   |             |             |             |             |
|  | B1               | Grande-Bretagne  |                  |                  |                 |                 |              | 66           |                               |                               | Espagne                       | Espagne                       | 58          | 58          |             |             |
|  | A4               | Canada           | 52               | 52               |                 |                 |              |              |                               |                               | Espagne                       | Espagne                       | 58          | 58          |             |             |
|  | A4               | Canada           | 52               | 52               | Grande-Bretagne | Grande-Bretagne | 68           | 68           |                               |                               |                               |                               |             |             |             |             |
|  |                  |                  |                  |                  |                 |                 |              |              |                               |                               |                               |                               |             |             |             |             |

## Tournoi féminin
Les dix équipes se sont qualifiées comme suit :
| Compétition                     | Date                          | Lieu                         | Places | Qualifiés                                  |
| ------------------------------- | ----------------------------- | ---------------------------- | ------ | ------------------------------------------ |
| Pays organisateur               | 7 septembre 2013              | Buenos Aires, Argentine      | 1      | Japon                                      |
| Championnat d'Europe 2019       | 29 juin - 7 juillet 2019      | Rotterdam, Pays-Bas          | 4      | Pays-Bas Grande-Bretagne Allemagne Espagne |
| Jeux parapanaméricains de 2019  | 23 août-1er septembre 2019    | Lima, Pérou                  | 2      | Canada États-Unis                          |
| Championnat d'Asie-Océanie 2019 | 29 novembre - 7 décembre 2019 | Pattaya, Thaïlande           | 2      | Australie Chine                            |
| Championnat d'Afrique 2020      | 4-14 mars 2020                | Johannesburg, Afrique du Sud | 1      | Algérie                                    |
| Total                           |                               |                              | 10     |                                            |

### Premier tour
| Groupe A |                 |     |   |   |     |     |      |     |
|          | Équipe          | Pts | G | P | Pm  | Pe  | Diff | Dép |
| 1        | Allemagne       | 8   | 4 | 0 | 248 | 204 | +44  |     |
| 2        | Canada          | 7   | 3 | 1 | 267 | 185 | +82  |     |
| 3        | Japon           | 6   | 2 | 2 | 216 | 215 | +1   |     |
| 4        | Grande-Bretagne | 5   | 1 | 3 | 212 | 218 | -6   |     |
| 5        | Australie       | 4   | 0 | 4 | 180 | 301 | -121 |     |

| Groupe B |            |     |   |   |     |     |      |     |
|          | Équipe     | Pts | G | P | Pm  | Pe  | Diff | Dép |
| 1        | Chine      | 8   | 4 | 0 | 207 | 133 | +74  |     |
| 2        | Pays-Bas   | 7   | 3 | 1 | 278 | 145 | +133 |     |
| 3        | États-Unis | 6   | 2 | 2 | 229 | 165 | +64  |     |
| 4        | Espagne    | 5   | 1 | 3 | 167 | 185 | -18  |     |
| 5        | Algérie    | 4   | 0 | 4 | 72  | 325 | -253 |     |

### Phase finale
|  | Quarts de finale | Quarts de finale | Quarts de finale | Quarts de finale |            |            | Demi-finales | Demi-finales | Demi-finales                  | Demi-finales                  |                               |                               | Finale      | Finale      | Finale      | Finale      |
|  |                  |                  |                  |                  |            |            |              |              |                               |                               |                               |                               |             |             |             |             |
|  | 31 août          | 31 août          | 31 août          | 31 août          |            |            | 2 septembre  | 2 septembre  | 2 septembre                   | 2 septembre                   |                               |                               | 4 septembre | 4 septembre | 4 septembre | 4 septembre |
|  | 31 août          | 31 août          | 31 août          | 31 août          |            |            | 2 septembre  | 2 septembre  | 2 septembre                   | 2 septembre                   |                               |                               | 4 septembre | 4 septembre | 4 septembre | 4 septembre |
|  | A1               | Allemagne        | 57               | 57               |            |            | 2 septembre  | 2 septembre  | 2 septembre                   | 2 septembre                   |                               |                               | 4 septembre | 4 septembre | 4 septembre | 4 septembre |
|  | A1               | Allemagne        | 57               | 57               |            |            | 2 septembre  | 2 septembre  | 2 septembre                   | 2 septembre                   |                               |                               | 4 septembre | 4 septembre | 4 septembre | 4 septembre |
|  | B4               | Espagne          | 33               | 33               |            |            | 2 septembre  | 2 septembre  | 2 septembre                   | 2 septembre                   |                               |                               | 4 septembre | 4 septembre | 4 septembre | 4 septembre |
|  | B4               | Espagne          | 33               | 33               | Allemagne  | Allemagne  | 42           | 42           |                               |                               |                               |                               | 4 septembre | 4 septembre | 4 septembre | 4 septembre |
|  | 31 août          |                  |                  |                  | Allemagne  | Allemagne  | 42           | 42           |                               |                               |                               |                               | 4 septembre | 4 septembre | 4 septembre | 4 septembre |
|  |                  |                  | Pays-Bas         | Pays-Bas         | 52         | 52         |              |              |                               |                               |                               |                               | 4 septembre | 4 septembre | 4 septembre | 4 septembre |
|  | B2               | Pays-Bas         | Pays-Bas         | Pays-Bas         | 52         | 52         | 82           | 82           |                               |                               |                               |                               | 4 septembre | 4 septembre | 4 septembre | 4 septembre |
|  | B2               | Pays-Bas         | 2 septembre      |                  |            |            | 82           | 82           |                               |                               |                               |                               | 4 septembre | 4 septembre | 4 septembre | 4 septembre |
|  | A3               | Japon            | 24               | 24               |            |            |              |              |                               |                               |                               |                               | 4 septembre | 4 septembre | 4 septembre | 4 septembre |
|  | A3               | Japon            | 24               | 24               | Pays-Bas   | Pays-Bas   | 50           | 50           |                               |                               |                               |                               |             |             |             |             |
|  | 31 août          |                  |                  |                  | Pays-Bas   | Pays-Bas   | 50           | 50           |                               |                               |                               |                               |             |             |             |             |
|  |                  |                  | Chine            | Chine            | 31         | 31         |              |              |                               |                               |                               |                               |             |             |             |             |
|  | A2               | Canada           | Chine            | Chine            | 31         | 31         | 48           | 48           |                               |                               |                               |                               |             |             |             |             |
|  | A2               | Canada           |                  |                  |            |            |              |              |                               |                               |                               |                               |             |             |             |             |
|  | B3               | États-Unis       | 63               | 63               |            |            |              |              |                               |                               |                               |                               |             |             |             |             |
|  | B3               | États-Unis       | 63               | 63               | États-Unis | États-Unis | 36           | 36           | Match pour la troisième place | Match pour la troisième place | Match pour la troisième place | Match pour la troisième place |             |             |             |             |
|  | 31 août          |                  |                  |                  | États-Unis | États-Unis | 36           | 36           | Match pour la troisième place | Match pour la troisième place | Match pour la troisième place | Match pour la troisième place |             |             |             |             |
|  |                  |                  | Chine            | Chine            | 41         | 41         |              |              | 4 septembre                   | 4 septembre                   | 4 septembre                   | 4 septembre                   |             |             |             |             |
|  | B1               | Chine            | Chine            | Chine            | 41         | 41         | 47           | 47           | 4 septembre                   | 4 septembre                   | 4 septembre                   | 4 septembre                   |             |             |             |             |
|  | B1               | Chine            |                  |                  |            |            |              | 47           |                               |                               | Allemagne                     | Allemagne                     | 51          | 51          |             |             |
|  | A4               | Grande-Bretagne  | 33               | 33               |            |            |              |              |                               |                               | Allemagne                     | Allemagne                     | 51          | 51          |             |             |
|  | A4               | Grande-Bretagne  | 33               | 33               | États-Unis | États-Unis | 64           | 64           |                               |                               |                               |                               |             |             |             |             |
|  |                  |                  |                  |                  |            |            |              |              |                               |                               |                               |                               |             |             |             |             |

## Résultats

### Podiums
| Épreuves         | Or | Argent | Bronze |
| ---------------- | --- | --- | --- |
| Tournoi masculin | États-Unis Jorge Sanchez Jacob Williams Joshua Turek Michael Paye Matt Lesperance Ryan Neiswender Brian Bell Matt Scott Steve Serio Nate Hinze Trevon Jenifer John Boie                    | Japon Akira Toyoshima Renshi Chokai Rin Kawahara Takuya Furusawa Ryuga Akaishi Tetsuya Miyajima Kiyoshi Fujisawa Reo Fujimoto Yoshinobu Takamatsu Kei Akita Takayoshi Iwai Hiroaki Kozai | Grande-Bretagne Gaz Choudhry Terry Bywater Harrison Brown Abdi Jama Gregg Warburton Ian Sagar Lee Manning Ben Fox James Palmer James MacSorley Billy Bridge Lewis Edwards                       |
| Tournoi féminin  | Pays-Bas Anouk Taggenbrock Ilse Arts Sylvana van Hees Lindsay Frelink Jitske Visser Julia van der Sprong Bo Kramer Xena Wimmenhoeve Cher Korver Saskia Pronk Carina de Rooj Mariska Beijer | Chine Chen Xuejing Zhang Xuemei Zhang Tonglei Lyu Guidi Lin Suiling Huang Xiaolian Dai Jiameng Lei Tianjiao Chen Wenli Yang Yan Deng Mingzhu Chen Meier                                  | États-Unis Alejandra Ibanez Abigail Bauleke Zoe Voris Darlene Hunter Josie Aslakson Natalie Schneider Rose Hollermann Kaitlyn Eaton Lindsey Zurbrugg Bailey Moody Ixhelt Gonzalez Ryan Courtney |

### Tableau des médailles
| Rang  | Nation          | Or | Argent | Bronze | Total |
| ----- | --------------- | -- | ------ | ------ | ----- |
| 1     | États-Unis      | 1  | 0      | 1      | 2     |
| 2     | Pays-Bas        | 1  | 0      | 0      | 1     |
| 3     | Japon           | 0  | 1      | 0      | 1     |
| 3     | Chine           | 0  | 1      | 0      | 1     |
| 5     | Grande-Bretagne | 0  | 0      | 1      | 1     |
| Total | Total           | 2  | 2      | 2      | 6     |